# Ilmārs Verpakovskis
Ilmārs Verpakovskis (15 ottobre 1958 – 6 febbraio 2022) è stato un calciatore lettone, di ruolo centrocampista..

## Biografia
Era padre di Māris Verpakovskis, uno dei più forti giocatori di calcio lettoni.

## Carriera

### Club
Ha trascorso la quasi totalità della sua carriera nello Zveynieks, seconda squadra lettone per importanza nei campionati sovietici; dopo dieci anni in questo club nel 1989 passò al Daugava, che era la più forte squadra lettone dell'epoca, rimanendovi solo per mezza stagione. In seguito passò al RAF Jelgava.
Con la dissoluzione dell'Unione Sovietica fece ritorno allo Zveynieks, che nel frattempo aveva cambiato il proprio nome in Olimpija Liepāja; qui rimase fino al termine della carriera, anche dopo gli ulteriori cambi di denominazione del club (prima Liepāja e poi DAG Liepāja).

### Nazionale
Giocò la sua unica gara in nazionale in quello che fu lo storico primo incontro della Lettonia post indipendenza, l'8 aprile 1992; entrò al 62' al posto di Valērijs Ivanovs.

## Statistiche

### Cronologia presenze e reti in Nazionale
| Cronologia completa delle presenze e delle reti in nazionale ― Lettonia | Cronologia completa delle presenze e delle reti in nazionale ― Lettonia | Cronologia completa delle presenze e delle reti in nazionale ― Lettonia | Cronologia completa delle presenze e delle reti in nazionale ― Lettonia | Cronologia completa delle presenze e delle reti in nazionale ― Lettonia | Cronologia completa delle presenze e delle reti in nazionale ― Lettonia | Cronologia completa delle presenze e delle reti in nazionale ― Lettonia | Cronologia completa delle presenze e delle reti in nazionale ― Lettonia |
| Data                                                                    | Città                                                                   | In casa                                                                 | Risultato                                                               | Ospiti                                                                  | Competizione                                                            | Reti                                                                    | Note                                                                    |
| ----------------------------------------------------------------------- | ----------------------------------------------------------------------- | ----------------------------------------------------------------------- | ----------------------------------------------------------------------- | ----------------------------------------------------------------------- | ----------------------------------------------------------------------- | ----------------------------------------------------------------------- | ----------------------------------------------------------------------- |
| 8-4-1992                                                                | Bucarest                                                                | Romania                                                                 | 2 – 0                                                                   | Lettonia                                                                | Amichevole                                                              | -                                                                       | 62’                                                                     |
| Totale                                                                  |                                                                         | Presenze                                                                | 1                                                                       |                                                                         | Reti                                                                    | 0                                                                       |                                                                         |